# Club Deportivo Quintanar del Rey
El Club Deportivo Quintanar del Rey es un equipo de fútbol español de Quintanar del Rey (Cuenca). Fue fundado en 1984 y juega en Segunda Federación. 

## Historia
El C.D. Quintanar del Rey ha competido principalmente en categorías como la Tercera División, en la que ha jugado numerosas temporadas, convirtiéndose en un habitual aspirante al ascenso. También ha tenido participación en los playoffs de ascenso (5 consecutivos) a Segunda RFEF, consiguiendo en la temporada 2024-25 el ascenso a la Segunda Federación.
Uno de los momentos más destacados en su historia reciente fue su participación en la Copa del Rey, enfrentando a equipos de categorías superiores y generando gran ilusión entre su afición y la localidad entera.

## Estadio
El club disputa sus partidos como local en el Estadio Municipal San Marcos, un recinto con capacidad para aproximadamente 2200 espectadores. Es un estadio modesto pero con gran ambiente, donde la afición se entrega completamente al equipo.

## Otras actividades
Más allá del deporte, el club tiene un fuerte vínculo con la comunidad. Organiza actividades, colabora con escuelas y participa en eventos sociales, siendo un punto de encuentro para los habitantes de Quintanar del Rey

## Datos del club
- Nombre completo: Club Deportivo Quintanar del Rey
- Año de fundación: 1984
- Estadio: Municipal San Marcos (capacidad: 2200 espectadores aprox.)
- Colores: Verde y blanco
- Distinciones: Participaciones destacadas en Copa del Rey, playoffs de ascenso y ascenso a Segunda Federación

## Temporadas
| Temporada     | División   | Posición | Copa         |
| ------------- | ---------- | -------- | ------------ |
| Desde 1984-85 | Regional   | —        |              |
| a 1998-99     | Regional   | 2.º      |              |
| 1999-00       | 3.ª        | 5        |              |
| 2000-01       | 3.ª        | 1.º      |              |
| 2001-02       | 3.ª        | 4.º      | Ronda previa |
| 2002-03       | 3.ª        | 2.º      |              |
| 2003-04       | 3.ª        | 1.º      |              |
| 2004-05       | 3.ª        | 11.º     | Ronda previa |
| 2005-06       | 3.ª        | 10.º     |              |
| 2006-07       | 3.ª        | 16.º     |              |
| 2007-08       | 3.ª        | 17.º     |              |
| 2008-09       | Preferente | 1.º      |              |
| 2009-10       | 3.ª        | 15.º     |              |
| 2010-11       | 3.ª        | 10.º     |              |
| 2011-12       | 3.ª        | 8.º      |              |

| Temporada | División | Puesto  | Copa |
| --------- | -------- | ------- | ---- |
| 2012-13   | 3.ª      | 9.º     |      |
| 2013-14   | 3.ª      | 10.º    |      |
| 2014-15   | 3.ª      | 3.º     |      |
| 2015-16   | 3.ª      | 5.º     |      |
| 2016-17   | 3.ª      | 8.º     |      |
| 2017-18   | 3.ª      | 16.º    |      |
| 2018-19   | 3.ª      | 8.º     |      |
| 2019-20   | 3.ª      | 2.º     |      |
| 2020-21   | 3.ª      | 3.º/5.º |      |
| 2021-22   | 3.ª RFEF | 2.º     |      |
| 2022-23   | 3.ª Fed. | 3.º     |      |
| 2023-24   | 3.ª Fed. | 5.º     |      |
| 2024-25   | 3.ª Fed. | 1º.     |      |
| 2025-26   | 2.ª RFEF |         |      |

## Palmarés

### Campeonatos nacionales
- Tercera Federación (1): 2024-25 (Gr. XVIII).[3]
- Tercera División de España (2): 2000-01 (Gr. XVII)[4] y 2003-04 (Gr. XVII).[5]
- Subcampeón de la Tercera Federación (1): 2021-22 (Gr. XVIII).
- Subcampeón de la Tercera División de España (2): 2002-03 (Gr. XVII)[6] y 2019-20 (Gr. XVIII).[7]

### Campeonatos regionales
- Regional Preferente de Castilla-La Mancha (1): 2008-09 (Grupo 1).[8]
- Segunda Regional de Castilla-La Mancha (1): 1996-97 (Grupo 2) (como A. D. Quintanar del Rey).[9]
- Copa RFEF (Fase Regional de Castilla-La Mancha) (1): 2015-16.[10]
- Trofeo Junta de Comunidades de Castilla-La Mancha (1): 2022-23.[11]
- Subcampeón de la Primera Regional de Castilla-La Mancha (1): 1998-99 (Grupo 1).[12]
- Subcampeón de la Copa RFEF (Fase Regional de Castilla-La Mancha) (1): 2014-15.[13]

### Trofeos amistosos[14]
- Trofeo Diputación Provincial de Cuenca (1): 2012.[15]
- Trofeo Memorial Agustín Garrido (8): 2014, 2016, 2017, 2019, 2020, 2021, 2022 y 2023.
- Trofeo Memorial Alfonso Viller García (5): 2018, 2019,[16] 2021, 2022 y 2023.[17]
- Trofeo Memorial Baldomero Mota (3): 2021,[18] 2022[19] y 2023.
- Trofeo Ciudad de Tomelloso (1): 2021.[20]

### Palmarés del C. D. Quintanar del Rey "B"
Campeonatos regionales
- Segunda Regional de Castilla-La Mancha (1): 2009-10 (Grupo 2).[21]